# Climat de la Haute-Vienne

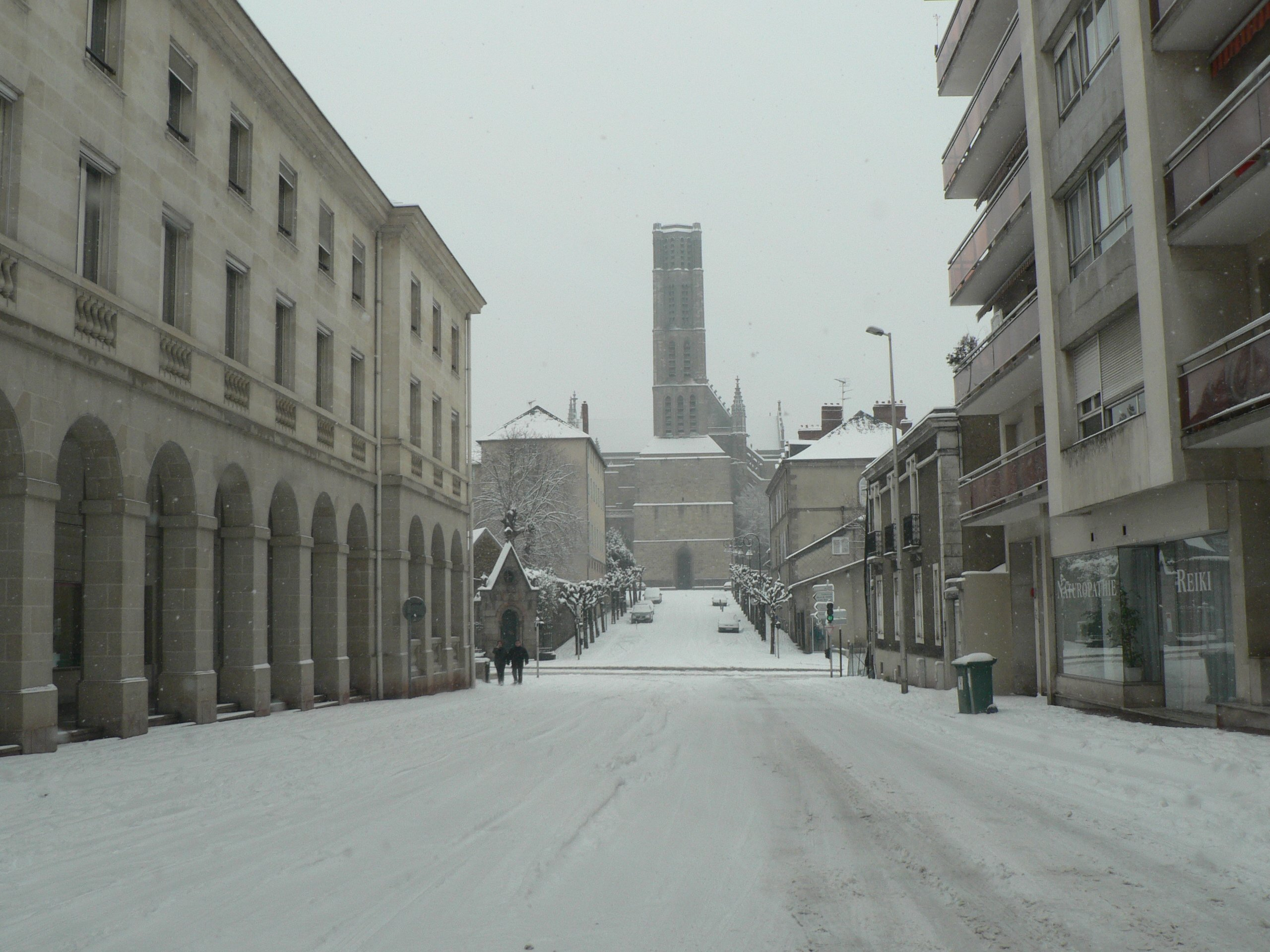
Neige à Limoges, le 28 janvier 2006

À 150 kilomètres à vol d’oiseau de l’océan Atlantique, la Haute-Vienne possède un climat tempéré océanique de façade ouest, à légère tendance montagnarde, dû aux reliefs du Massif Central et à l’altitude : celle du département est globalement comprise entre 150 et 750m.
Les hivers sont peu à modérément neigeux, la neige se limitant en moyenne à une ou deux journées de précipitations par an, et l’été laisse sa place à un automne. Clément, véritable été indien de Joe Dassin.
Le total annuel des précipitations, sous l’influence de la montagne proche, est assez élevé (entre 900 et 1100 mm).

## Données climatiques et températures[1]pour la ville deLimoges
| Mois                                                            | jan.       | fév.       | mars       | avril     | mai       | juin      | jui.      | août      | sep.      | oct.      | nov.       | déc.       | année      |
| --------------------------------------------------------------- | ---------- | ---------- | ---------- | --------- | --------- | --------- | --------- | --------- | --------- | --------- | ---------- | ---------- | ---------- |
| Température minimale moyenne (°C)                               | 0,9        | 1,9        | 3,1        | 5         | 8,7       | 11,8      | 14,1      | 13,8      | 11,7      | 8,3       | 4,1        | 2,1        | 7,1        |
| Température minimale moyenne la plus basse (°C) année du record | −19,2 1985 | −21,7 1956 | −11,3 1964 | −5,6 1970 | −3,9 1957 | 1,2 1969  | 3,8 1954  | −2,2 1966 | −1,2 1962 | −5,4 1955 | −10,2 1956 | −13,6 1967 | −21,7 1956 |
| Température minimale moyenne la plus haute (°C) année du record | 17 1999    | 22 1998    | 24,7 2005  | 27,8 2005 | 29,8 2005 | 34,7 2003 | 36,2 2014 | 37,2 2003 | 32,6 1987 | 27,3 1985 | 22,9 1981  | 18,3 1983  | 37,2 2003  |
| Température moyenne (°C)                                        | 3,6        | 4,9        | 6,8        | 9         | 12,7      | 16,1      | 18,7      | 18,4      | 16,1      | 12,3      | 7,2        | 4,9        | 10,9       |
| Température maximale moyenne (°C)                               | 6,3        | 8          | 10,4       | 12,4      | 16,8      | 20,4      | 23,3      | 24,4      | 20,5      | 15,6      | 10,3       | 7,6        | 14,6       |

| Donnée         | Limoges    | Moyenne nationale |
| -------------- | ---------- | ----------------- |
| Ensoleillement | 1974 h/an  | 1973 h/an         |
| Pluie          | 1023 mm/an | 770 mm/an         |
| Neige          | 18 j/an    | 14 j/an           |
| Orage          | 23 j/an    | 22 j/an           |
| Brouillard     | 85 j/an    | 40 j/an           |
| Gel            | env. 75    | ?                 |